# Laura N. Torres
Laura N. Torres est une journaliste mexicaine du début du XXe siècle, fondatrice d'une des premières organisations féministes au Mexique.
En 1906, Laura Torres crée avec Eulalia Guzmán, Hermila Galindo et Luz Vera, une société féministe nommée Admiradoras de Juárez, engagée contre Porfirio Díaz.
Ensemble, elles militent activement en faveur du féminisme, exigent l'abrogation du sexisme, la fin d'un gouvernement répressif de Porfirio Díaz et le droit de vote pour les femmes mexicaines.

## Postérité
Laura N. Torres fait partie des femmes citées dans l’œuvre féministe The Dinner Party de Judy Chicago réalisée de 1974 à 1979.